# 魏尔斯特拉斯预备定理
在数学中，魏尔斯特拉斯预备定理是用于处理一个多变量的解析函数在某个给定点 {\displaystyle P} 附近性质的一个工具。

## 定理内容
假设 {\displaystyle f} 是定义在一个区域 {\displaystyle D\subset \mathbb {C} ^{m}} 内的全纯函数，若 {\displaystyle f} 于点 {\displaystyle P} 的某个邻域 {\displaystyle \Omega } 内不恒为零，假设在某一组基下，{\displaystyle P} 的坐标为 {\displaystyle (p_{1},\cdots ,p_{n})}，那么我们有：
- 存在 {\displaystyle \mathbb {C} ^{m}} 的这样一组基，对 {\displaystyle p_{m}} 任意邻域 {\displaystyle B_{\delta }(p_{m})}，使得 {\displaystyle \forall t\in B_{\delta }(p_{m})}，{\displaystyle f(p_{1},p_{2},\cdots ,p_{m-1},t)\not \equiv 0}
- 对于以上的基，可以找到一个全纯函数 {\displaystyle u}，使得

{\displaystyle f\sim ug,g=(t)^{n}+\sum _{k=1}^{n}c_{k}(p_{1},\cdots ,p_{m-1})t^{n-k}}
且 {\displaystyle c_{k}} 解析.
- 而假如存在某个全纯的 {\displaystyle h} 与多项式 {\displaystyle g'}，使得 {\displaystyle f\sim hg'}，那么 {\displaystyle g,g'} 作为多项式相伴.